# Friedrich von Lupin

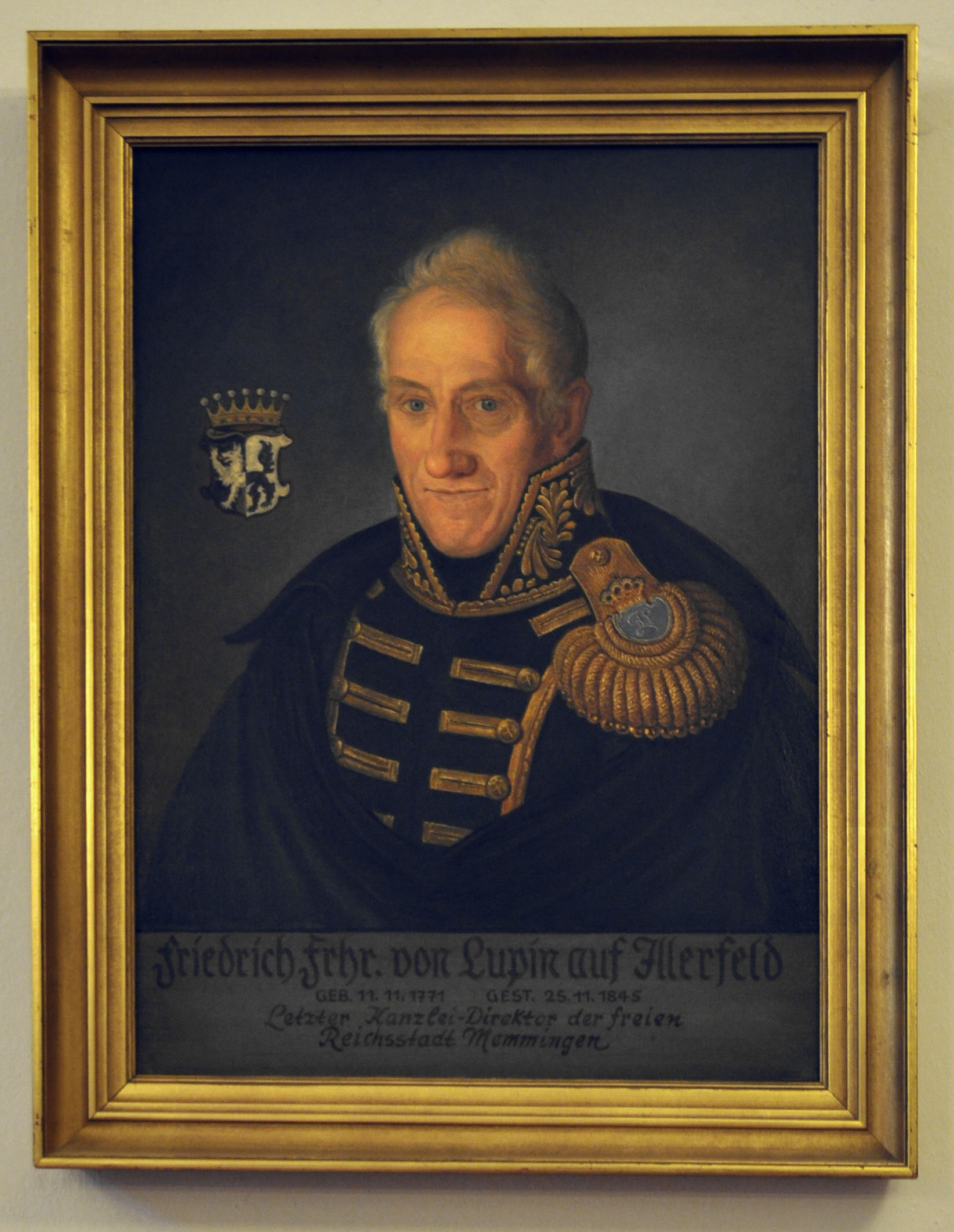
Porträt des Kanzleidirektors Friedrich von Lupin

Friedrich von Lupin, seit 1829 Freiherr von Lupin (* 11. November 1771 in Memmingen; † 28. November 1845 in Illerfeld) war ein deutscher Verwaltungsbeamter, Mineraloge, Geologe und Schriftsteller.

## Leben
Friedrich von Lupin stammte aus einem alten Patriziergeschlecht in Memmingen. Er studierte Jura in Straßburg (ab 1789) und Göttingen. Beim Besuch der Bergwerke im Harz entstand seine Neigung zur Geologie und er belegte auch technisch-naturwissenschaftliche Fächer in Göttingen bei Johann Beckmann und Johann Friedrich Blumenbach und in Erlangen bei Johann Christian von Schreber und Eugen Johann Christoph Esper. Daran schlossen sich geologisch-mineralogische Studienreisen in den Harz, das Erzgebirge, nach Franken, in die Rhön, das Fichtelgebirge, Siebengebirge, den Böhmerwald, nach Ungarn, den Karpaten, Schweden und in die Alpen an, worüber er auch 1793 zu veröffentlichen begann. 1794 wurde er Stadtgerichtsassessor in Memmingen, wobei er nach Ausbruch der Revolutionskriege 1796 auch weitere Aufgaben in der Armeeversorgung übernahm. Er wurde Kanzleidirektions-Adjunkt und 1802 Kanzleidirektor in Memmingen und war auf diplomatischen Missionen in Paris und auf der Reichsdeputation in Regensburg 1802. Nachdem Memmingen an Bayern gefallen war, wurde er Bergkommissar in bayerischen Diensten und erhielt den Auftrag eine mineralogische Übersicht über Bayern zu erstellen, wozu er eine große Sammlung anlegte und 1809 eine erste Abhandlung veröffentlichte. 1809 wurde er Oberkommissar, war aber hauptsächlich Landwirt auf seinem Gut Schloss Illerfeld. 1821 wurde er aus dem Staatsdienst in den Ruhestand verabschiedet, nachdem die Zentralstelle für Bergwesen aufgelöst worden war. Außerdem betätigte er sich als Autor zu den verschiedensten Themen (auch als humoristischer Schriftsteller und mit einer Autobiographie im Stil von Jean Paul) und sammelte Kunst und Antiquitäten. 1808 wurde er korrespondierendes Mitglied der Bayerischen Akademie der Wissenschaften. Am 1. Mai 1820 wurde er unter der Präsidentschaft von Christian Gottfried Daniel Nees von Esenbeck mit dem akademischen Beinamen Agricola unter der Matrikel-Nr. 1169 als Mitglied in die Kaiserliche Leopoldino-Carolinische Deutsche Akademie der Naturforscher aufgenommen. Nachdem Ludwig I. von Bayern seine Sammlung besichtigt hatte, erhob er ihn am 24. Oktober 1829 in den erblichen Freiherrnstand.

## Familie
Lupin hatte sich am 15. Februar 1796 in Memmingen mit Marie von Hartlieb-Wallsporn (1776–1807) verheiratet. Nach ihrem frühen Tod heiratete er am 16. Februar 1809 in Memmingen Juliane von Wachter (1790–1857). Aus den Ehen gingen folgende Kinder hervor:
- Ulysses (1800–1884), bayerischer Oberappellationsgerichtsrat ⚭ 1836 Aline Freiin von Seefried auf Buttenheim (1815–1893)
- Adolf (1811–1888), bayerischer Kammerherr und Oberappellationsgerichtsrat ⚭ 1843 Magdalene Freiin von Niethammer (1826–1896)
- Julius (1818–1882), bayerischer Bezirksgerichtsrat ⚭ 1858 Leopoldine Graf
- Friedrich (1825–1895), Fideikommissherr ⚭ 1866 Luise Edler von Schmädel (1847–1907)
- Hugo (1829–1902), württembergischer Generalleutnant ⚭ 1860 Karoline Veiel (1841–1917)
- Agathon (1831–1897), bayerischer Oberlandesgerichtsrat ⚭ 1863 Adele Freiin von Waldenfels (1844–1873)

## Schriften
- Mineralogische Wanderungen durch Franken. 1793.
- Resumé oder Zusammenstellung der auf einer geognostischen Reise in Schwaben und Tirol im Sommer 1805 gemachten Beobachtungen. In: Efemeriden der Berg- und Hüttenkunde. Band 5, Stein, Nürnberg 1809, S. 353–432 (Digitalisat in der Google-Buchsuche).
- Résumé der auf verschiedenen Reisen in das schwäbische Alb-Gebirge gemachten geognostisch-mineralogischen Beobachtungen. In: Denkschriften der Königlichen Akademie der Wissenschaften zu München für die Jahre 1809 und 1810. München 1811, S. 121–148 Digitalisat
- Die Gärten, ein Wort zu seiner Zeit. Joseph Ignaz Lentner, München 1820 (Digitalisat in der Google-Buchsuche)
- Biographie jetztlebender oder erst im Laufe des gegenwärtigen Jahrhunderts verstorbener Personen, welche sich durch Thaten und Schriften denkwürdig gemacht haben. Cotta, Stuttgart und Tübingen 1826 (nur ein Band erschien) (Digitalisat in der Google-Buchsuche)
- Schulrede gehalten am Sylvesterabend 1827 (als Florian Felbel)
- Erneuerte Sylvesterabend-Rede für das Jahr 1839. Bernhard Friedrich Voigt, Weimar (Digitalisat in der Google-Buchsuche)
- Der Landbär. 1840.
- Biographie der Königin Karoline Friederike Wilhelmine v. Baiern. Bernhard Friedrich Voigt, Weimar 1843 (Digitalisat in der Google-Buchsuche)
- Selbstbiographie des Friedrich Freiherr von Lupin auf Illerfeld. 4 Bände, Weimar 1844 bis 1847 (Band 1 in der Google-Buchsuche,  Band 3 in der Google-Buchsuche, Band 4 in der Google-Buchsuche)